# Bnin (wieś w powiecie nakielskim)
Bnin – wieś w Polsce, położona w województwie kujawsko-pomorskim, w powiecie nakielskim, w gminie Sadki.

## Podział administracyjny
W latach 1975–1998 miejscowość administracyjnie należała do województwa bydgoskiego.

## Demografia
Według Narodowego Spisu Powszechnego (III 2011 r.) liczyła 259 mieszkańców. Jest jedenastą co do wielkości miejscowością gminy Sadki.